# Totem (espetáculo)
Totem é um espetáculo do Cirque du Soleil dirigido por Robert Lepage e lançado em 2010. O show é uma viagem pela evolução da espécie humana e dentre os personagens estão sapos, índios, cientistas e outros, com projeções feitas por Pedro Pires.